# Estrada de Ferro de Bragança
Estrada de Ferro de Bragança, também conhecida como EFB, é uma extinta ferrovia intermunicipal com uma extensão de 222 quilômetros, em bitola métrica, que existiu na região nordeste da então Pará, ligando os municípios de Belém e Bragança. A inauguração do primeiro trecho que ligava Belém e Benevides ocorreu em 1884. Foi a primeira ferrovia a ser construída na Amazônia brasileira e também a primeira em território paraense, possuindo grande importância histórica para o Brasil.
Atualmente os treze municípios que compõem a rodovia PA-242 (ligação via terrestre da capital paraense com Bragança), aderiram ao termo de reconstrução do caminho da antiga Estrada de Ferro que marcou parte da história econômica do estado do Pará, criando assim a Rota Turística Belém-Bragança.

## História
A ferrovia começou a ser construída no ano de 1883 na estrada de Bragança ou estrada do Marco da Légua (atual avenida Almirante Barroso), em 1884 foi inaugurado seu primeiro trecho de 29 quilômetros, que ligava a estação São Brás em Belém à então vila de Benevides (em Benfica). Em 1885, a E.F.B. ganhou mais 29 quilômetros e atingiu a vila de Apeú (Castanhal), mas, as obras de construção ficariam paralisadas até 1901, somente em 1908 a estrada atingiria a cidade de Bragança, chegando à sua extensão máxima.
Inicialmente, as intenções da ferrovia eram alcançar a capital maranhense São Luís, assim unindo os dois estados e suas capitais, porém isso nunca chegou a ser concretizado e a ferrovia se limitou à cidade de Bragança, as margens do Rio Caeté. A ferrovia operou de forma efetiva durante 82 anos, impulsionando o crescimento econômico da região, onde em suas margens estruturaram-se colônias agrícolas, que produziam para o mercado ou porto de Belém. Com o passar dos anos, muitas destas colônias agrícolas evoluíram para municípios.
No final da década de 1920, iniciou-se a criação da atual avenida Almirante Barroso, na antiga Estrada de Bragança ou Estrada do Marco da Légua a partir da praça Floriano Peixoto, por onde passava a Estada de Ferro de Bragança, após o advento do Ciclo da Borracha, sendo inaugurada oficialmente em 18 de novembro de 1929 pelo senador e intendente da capital, Antônio de Almeida Facióla (nomeado pelo Governador Eurico de Freitas Vale), no dia do aniversário de Facióla.
Até 1936, a estrada de ferro pertenceu ao Governo do Estado do Pará, quando foi entregue à União Federal. Em 1957, foi uma das ferrovias formadoras da Rede Ferroviária Federal, que desativaria e suprimiria suas linhas alguns anos depois em 1965.
Em 1956, o Plano Nacional da Indústria Automobilística, durante o governo do Juscelino Kubitschek, comprometeu-se a trazer desenvolvimento, realizando 50 anos de progresso em 5 anos de governo: valorizando as rodovias em detrimento das ferrovias; privilegiando o setor de bens de consumo sofisticado (automóvel, geladeira, televisão); criando infraestrutura adequada para o aumento do engajamento do setor privado em setores mais avançados de industrialização, reforçando assim o papel da urbanização como base para a industrialização, baseado na formação de polos automobilísticos.
Em 1965, iniciou-se a desativação da ferrovia, pois houve uma suposta queda em seu faturamento, e assim, o Ministro da Viação Juarez Távora (do governo Castello Branco) através do interventor Alacid Nunes, substituiu a Estação Ferroviária de São Brás por uma Estação Rodoviária (como forma de vingança pelo fato ocorrido em 1930, quando foi pressionado por políticos e militares paraenses à nomear Magalhães Barata como interventor local).

## Trajeto
A linha troncal da Estrada de Ferro de Bragança, passava pelo que hoje são os seguintes municípios, possuindo pelo menos uma estação em cada um deles

### Estações
- 1 Belém – 0 km
- 2 Belém – São Brás (Central) – 5,34 km
- 3 Belém (Entroncamento) – 10,88 km
- 4 Ananindeua (Parada) – 19,121 km
- 5 Marituba – 22,55 km
- 6 Canutama (Parada) – 30,397 km
- 7 Benevides – 33,228 km
- 8 Moema (Parada) – 42,97 km
- 9 Santa Izabel – 46,038 km
- 10 Americano – 58,34 km
- 11 Apeú – 66,513 km
- 12 Km 72 (Parada) -71,17 km
- 13 Castanhal – 73,86 km
- 14 Km 80 (Parada) – 79,855 km
- 15 Anhanga – 88,703 km
- 16 Granja Eremita (Parada) – 100,999 Km
- 17 Jambu-açú (Parada) – 108,854 Km
- 18 Igarapé-açú – 116,402 Km
- 19 1° Caripy (Parada) – 121,368 Km
- 20 2° Caripy (Parada) – 124,813 Km
- 21 São Luiz – 133,571 Km
- 22 Livramento (Parada) – 139,606 Km
- 23 Timboteua – 151,560 Km
- 24 E. Experimental (Parada) – 155,46 Km
- 25 Peixe-Boi – 161,704 Km
- 26 Capanema – 179,92 km
- 27 Tauari (Parada) – 196,568 Km
- 28 Quatipuru 207,982 Km
- 29 Tracuateua  215,86 Km
- 30 Rio Branco (Parada) – 220,766 Km
- 31 Bragança 233,18 Km (Inaugurada em 7 de setembro de 1907)

### Ramais
A Estrada de Ferro de Bragança possuía também três ramais: Ramal do Pinheiro (em Icoaraci - Belém), de Benfica (na atual Santa Bárbara do Pará) e do Prata (na atual Santa Maria do Pará).
Ramal do Pinheiro 
O Ramal do Pinheiro foi criado em 1906 com 27 km de extensão (trajeto da atual rodovia Augusto Montenegro), onde fazia várias paradas:
- Una/Entroncamento (parada)
- Benguí (parada)
- 32 Tapanã (parada) – 18,480 Km
- 33 Sumauma (parada) – 20,050 Km
- 34 Tenoné (parada) – 20,800Km
- 35 Pinheiro – 26,457,18 Km

Sub-ramal Curro Maguary
- 36 Maguary (Parada) 26,306,90

Ramal do Prata
- 37 Igarapé-assú – 116,402
- 38 Prata – 20,777 Km

Ramal de Benjamin Constant
- 39 Bragança – 233,177,53 Km
- 40 Benjamin Constant – 19,175 Km

Sua estação final era Tijocas, em Bragança.

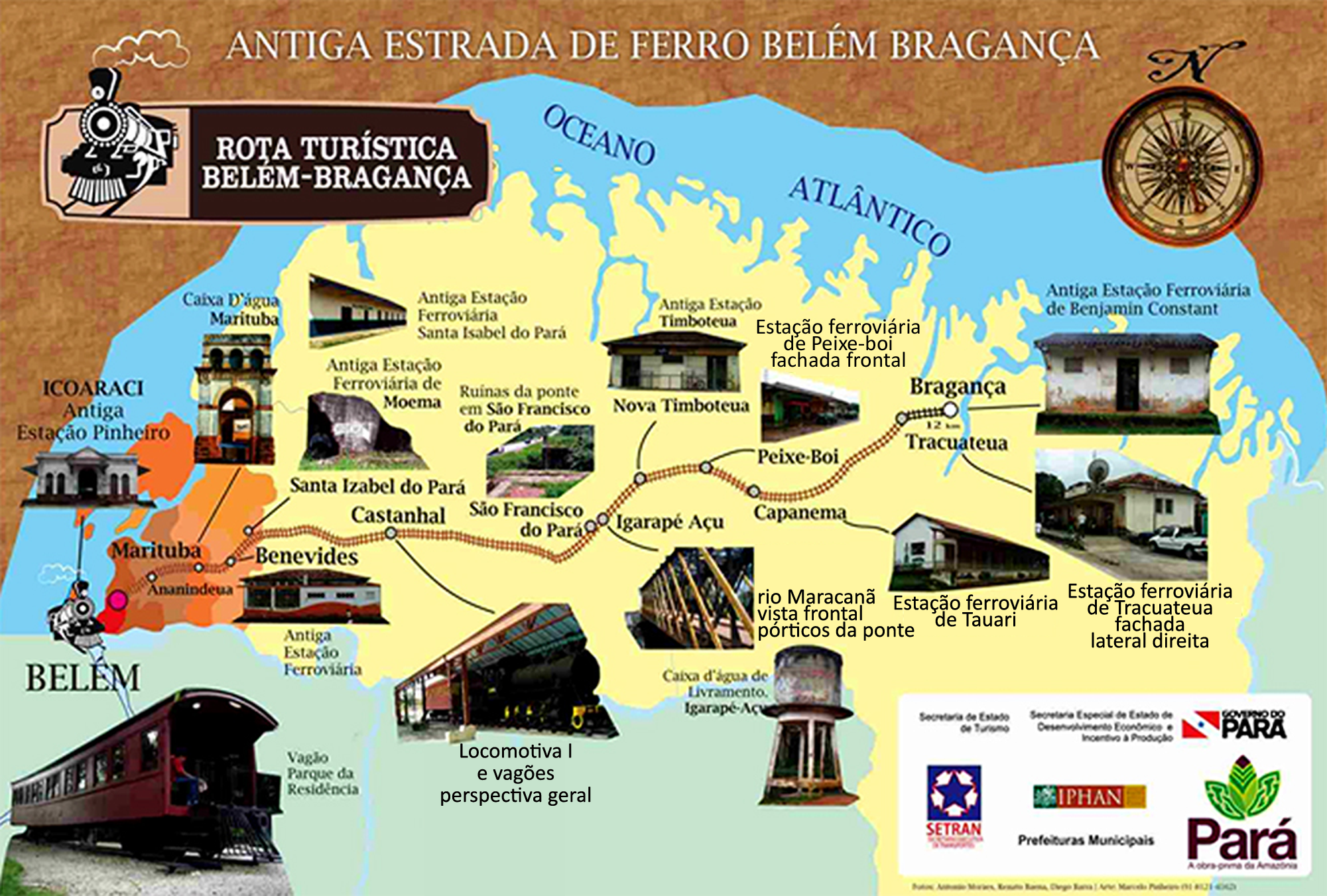
O antigo percurso da ferrovia foi transformada em rota turística.